# 厄勒賈
厄勒賈是土耳其的城鎮，位於該國西南部西代附近，由安塔利亞省負責管轄，距離馬納夫加特10公里，主要經濟活動有旅遊業、農業和畜牧業，2011年人口4,921。

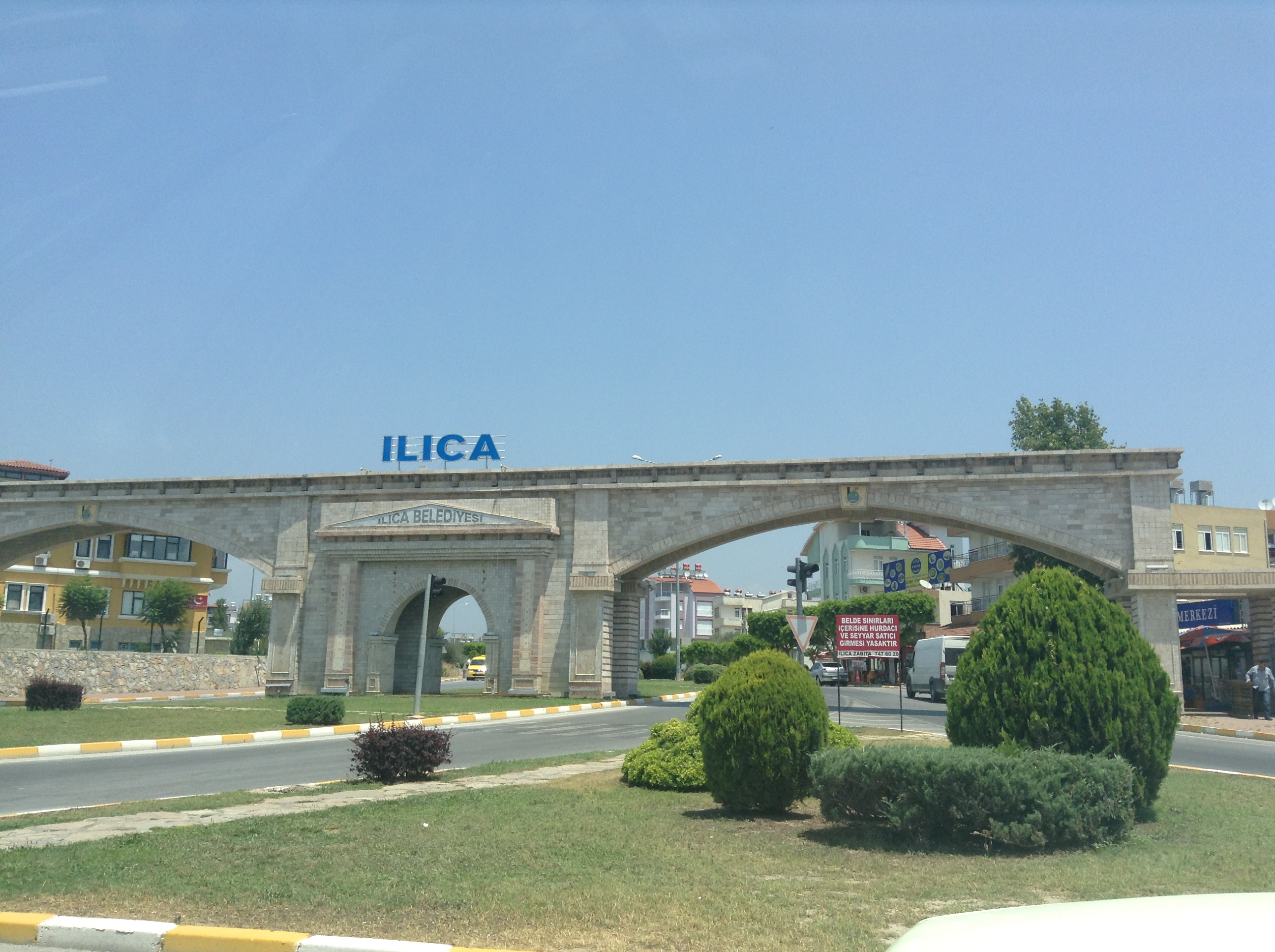
厄勒賈 入口